# Comic Blade
Comic Blade (jap. 月刊コミックブレイド, Gekkan Komikku Bureido) ist ein japanisches Manga-Magazin, das sich an männliche Jugendliche richtet. Es wird daher der Gattung Shōnen zugeordnet.
Das Magazin erschien in Japan seit Februar 2002 monatlich beim Verlag Mag Garden. Mit der Ausgabe für September wurde es im Juli 2014 eingestellt und durch ein Onlinemagazin mit dem Namen Comic Blade Online Magazine ersetzt. Außerdem folgte ihm das Magazin Comic Garden ab September 2014.

## Serien (Auswahl)
- Aria von Kozue Amano
- Die Braut des Magiers von Kore Yamazaki
- Dein und mein Geheimnis von Ai Morinaga
- Detektiv Loki Ragnarok von Sakura Kinoshita
- Erementar Gerad von Mayumi Azuma
- Futabas (höchst) seltsame Reise von Yoshitomo Watanabe
- Otogizōshi von Narumi Seto
- Peace Maker Kurogane von Nanae Chrono
- Sengoku Yōko von Satoshi Mizukami
- Tactics von Sakura Kinoshita und Kazuko Higashiyama
- Tales of Symphonia von Hitoshi Ichimura